# Saison 2016-2017 de la Section paloise
Cette page présente la saison 2016-2017 de la Section paloise en Top 14 et en challenge européen.
Au cours de la saison, les palois accumuleront 8 matchs consécutifs sans défaite dont 6 victoires de suite et établiront ainsi deux records pour le club.

## Entraîneurs
| Nom                               | Poste                                                                | Nationalité sportive |
| --------------------------------- | -------------------------------------------------------------------- | -------------------- |
| Simon Mannix                      | Manager Sportif                                                      | Nouvelle-Zélande     |
| Carl Hayman                       | Entraîneur (avants)                                                  | Nouvelle-Zélande     |
| Frédéric Manca                    | Entraîneur (arrières)                                                | France               |
| Elliot Corcoran Paddy O'Sullivan  | Analystes vidéo                                                      | Irlande              |
| Andrés Bordoy                     | Responsable du secteur de la mêlée et assistant préparateur physique | Argentine            |
| Christophe Savio Roxan Bernard    | Préparateurs physique                                                | France               |
| Philippe Pouget Christophe Roulet | Médecins                                                             | France               |
| Mathieu Vignera                   | Kinésithérapeute                                                     | France               |

## Effectif 2016-2017
| Nom                       | Poste            | Naissance         | Nationalité sportive | Sélections (points) | Dernier club          | Arrivée au club (année) | Durée du contrat |
| ------------------------- | ---------------- | ----------------- | -------------------- | ------------------- | --------------------- | ----------------------- | ---------------- |
| Sylvain Charlet           | Pilier           | 22 août 1985      | France               | -                   | US Dax                | 2012                    | 2016             |
| Malik Hamadache           | Pilier           | 17 octobre 1988   | Algérie              |                     | SC Albi               | 2016                    | 2018             |
| Jérémy Hurou              | Pilier           | 26 mars 1984      | France               | -                   | Tarbes PR             | 2012                    | 2016             |
| Julien Jacquot            | Pilier           | 18 mai 1982       | France               | -                   | US Oyonnax            | 2007                    | 2016             |
| Chris King                | Pilier           | 30 avril 1981     | Nouvelle-Zélande     | -                   | Montpellier HR        | 2015                    | 2016             |
| Jamie Mackintosh          | Pilier           | 20 février 1985   | Nouvelle-Zélande     |                     | Aviators de l'Ohio    | 2016                    | 2016             |
| Geoffrey Moïse            | Pilier           | 20 août 1991      | France               | -                   | Formé au club         | 2010                    | 2017             |
| Matt Tierney              | Pilier           | 4 juillet 1996    | Canada               |                     | Ontario Blues         | 2015                    | 2019             |
| Thomas Bianchin           | Talonneur        | 11 août 1987      | France               | -                   | Montpellier HR        | 2015                    | 2017             |
| Mehdi Boundjema           | Talonneur        | 7 juin 1990       | France               | -                   | FC Grenoble           | 2012                    | 2017             |
| Quentin Lespiaucq-Brettes | Talonneur        | 16 février 1995   | France               | -                   | US Dax                | 2015                    | 2016             |
| Abdellatif Boutaty        | 2e ligne         | 4 juin 1983       | Maroc                | -                   | Aviron bayonnais      | 2014                    | 2017             |
| Fabrice Metz              | 2e ligne         | 23 janvier 1991   | France               |                     | Racing 92             | 2016                    | 2018             |
| Cameron Pierce            | 2e ligne         | 26 octobre 1991   | Canada               |                     | ASM Clermont Auvergne | 2013                    | 2017             |
| Julien Pierre             | 2e ligne         | 31 juillet 1981   | France               |                     | ASM Clermont Auvergne | 2015                    | 2017             |
| Daniel Ramsay             | 2e ligne         | 1er juin 1984     | Nouvelle-Zélande     | -                   | Otago RFU             | 2012                    | 2018             |
| Masalosalo Tutaia         | 2e ligne         | 5 juin 1984       | Samoa                | -                   | Stade Montois         | 2016                    | 2018             |
| Steffon Armitage          | 3e ligne aile    | 20 septembre 1985 | Angleterre           |                     | RC Toulon             | 2016                    | 2018             |
| Loïc Bernad               | 3e ligne aile    | 21 février 1986   | France               | -                   | Tarbes PR             | 2012                    | 2017             |
| Patrick Butler (en)       | 3e ligne aile    | 1er décembre 1990 | Irlande              | -                   | Munster Rugby         | 2015                    | 2017             |
| Ibrahim Diarra            | 3e ligne aile    | 25 mai 1983       | France               |                     | Castres olympique     | 2016                    | 2018             |
| Sean Dougall              | 3e ligne aile    | 28 octobre 1989   | Irlande              | -                   | Munster Rugby         | 2015                    | 2017             |
| Pierrick Gunther          | 3e ligne aile    | 16 octobre 1989   | France               | -                   | US Oyonnax            | 2016                    | 2018             |
| James Coughlan            | 3e ligne centre  | 6 décembre 1980   | Irlande              | -                   | Munster Rugby         | 2014                    | 2016             |
| Ben Mowen                 | 3e ligne centre  | 1er décembre 1984 | Australie            |                     | Montpellier HR        | 2016-2019               | 2019             |
| Thibault Daubagna         | Demi de mêlée    | 20 mai 1994       | France               | -                   | Formé au club         | 2013                    | 2017             |
| Thierry Lacrampe          | Demi de mêlée    | 23 février 1988   | France               | -                   | ASM Clermont Auvergne | 2015                    | 2017             |
| Taniela Moa               | Demi de mêlée    | 11 mars 1985      | Tonga                |                     | Chiefs                | 2011                    | 2017             |
| Julien Tomas              | Demi de mêlée    | 21 avril 1985     | France               |                     | Stade français        | 2016                    | 2018             |
| Brandon Fajardo           | Demi d'ouverture | 25 juin 1994      | France               | -                   | FC Auch Gers          | 2014                    | 2017             |
| Santiago Fernández        | Demi d'ouverture | 28 novembre 1985  | Argentine            |                     | Aviron bayonnais      | 2015                    | 2017             |
| Colin Slade               | Demi d'ouverture | 10 octobre 1987   | Nouvelle-Zélande     |                     | Crusaders             | 2015                    | 2018             |
| Tom Taylor                | Demi d'ouverture | 11 mars 1989      | Nouvelle-Zélande     |                     | RC Toulon             | 2016                    |                  |
| Pierre Dupouy             | Centre           | 14 novembre 1996  | France               | -                   | FC Auch               | 2015                    | 2016             |
| Julien Fumat              | Centre           | 26 mars 1987      | France               | -                   | Formé au club         | 2005                    | 2018             |
| Conrad Smith              | Centre           | 12 octobre 1981   | Nouvelle-Zélande     |                     | Hurricanes            | 2015                    | 2017             |
| Jale Vatubua              | Centre           | 30 août 1991      | Fidji                | -                   | Melbourne Rebels      | 2012                    | 2017             |
| Bastien Pourailly         | Ailier           | 15 mars 1994      | France               | -                   | Formé au club         | 2014                    | 2016             |
| Mosese Ratuvou            | Ailier           | 30 janvier 1983   | Fidji                | -                   | LOU                   | 2015                    | 2017             |
| Watisoni Votu             | Ailier           | 25 mars 1985      | Fidji                | -                   | USA Perpignan         | 2015                    | 2017             |
| Louis Dupichot            | Arrière          | 23 décembre 1995  | France               | -                   | Racing 92             | 2016                    | 2017             |
| Charly Malié              | Arrière          | 5 novembre 1991   | France               | -                   | US Montauban          | 2015                    | 2017             |
| Tom Taylor                | Arrière          | 11 mars 1989      | Nouvelle-Zélande     |                     | RC Toulon             | 2016                    | 2019             |

## Calendrier et résultats
| Date du match     | Domicile              | Extérieur             | Score | Lieu du match          | Catégorie             | Classement |
| ----------------- | --------------------- | --------------------- | ----- | ---------------------- | --------------------- | ---------- |
| 28 juillet 2016   | Soyaux Angoulême      | Section paloise       | 12-41 | Stade Chanzy           | Amical                | -          |
| 4 août 2016       | Stade Montois         | Section paloise       | 21-29 | Stade Rémy-Goalard     | Amical                | -          |
| 20 août 2016      | Castres olympique     | Section paloise       | 28-11 | Stade Pierre-Antoine   | 1re journée de Top 14 | 13         |
| 27 août 2016      | Section Paloise       | RC Toulon             | 18-22 | Stade du Hameau        | 2e journée de Top 14  | 13         |
| 3 septembre 2016  | Section Paloise       | Aviron bayonnais      | 25-9  | Stade du Hameau        | 3e journée de Top 14  | 9          |
| 10 septembre 2016 | Montpellier HR        | Section paloise       | 41-13 | Altrad Stadium         | 4e journée de Top 14  | 12         |
| 17 septembre 2016 | Section Paloise       | Stade français Paris  | 23-6  | Stade du Hameau        | 5e journée de Top 14  | 10         |
| 24 septembre 2016 | FC Grenoble           | Section Paloise       | 38-39 | Stade des Alpes        | 6e journée de Top 14  | 8          |
| 1er octobre 2016  | Section Paloise       | Union Bordeaux-Bègles | 28-30 | Stade du Hameau        | 7e journée de Top 14  | 10         |
| 9 octobre 2016    | Lyon OU               | Section Paloise       | 27-22 | Matmut Stadium         | 8e journée de Top 14  | 12         |
| 29 octobre 2016   | Section paloise       | Stade toulousain      | 20-24 | Stade du Hameau        | 9e journée de Top 14  | 12         |
| 6 novembre 2016   | Stade rochelais       | Section paloise       | 27-6  | Stade Marcel-Deflandre | 10e journée de Top 14 | 12         |
| 12 novembre 2016  | Section paloise       | Racing 92             | 26-17 | Stade du Hameau        | 11e journée de Top 14 | 11         |
| 19 novembre 2016  | CA Brive              | Section paloise       | 38-25 | Stade Amédée-Domenech  | 12e journée de Top 14 | 12         |
| 3 décembre 2016   | Section paloise       | ASM Clermont          | 40-35 | Stade du Hameau        | 13e journée de Top 14 | 11         |
| 23 décembre 2016  | Union Bordeaux-Bègles | Section Paloise       | 16-18 | Stade Chaban-Delmas    | 14e journée de Top 14 | 10         |
| 31 décembre 2016  | Section paloise       | Montpellier HR        | 32-27 | Stade du Hameau        | 15e journée de Top 14 | 9          |
| 28 janvier 2017   | Stade toulousain      | Section paloise       | 10-20 | Stade Ernest-Wallon    | 17e journée de Top 14 | 6          |
| 12 février 2017   | Section paloise       | Lyon OU               | 38-15 | Stade du Hameau        | 16e journée de Top 14 | 6          |
| 18 février 2017   | Section paloise       | FC Grenoble           | 39-22 | Stade du Hameau        | 18e journée de Top 14 | 6          |
| 4 mars 2017       | Aviron bayonnais      | Section paloise       | 25-25 | Stade Jean-Dauger      | 19e journée de Top 14 | 5          |
| 12 mars 2017      | Section paloise       | Castres olympique     | 18-12 | Stade du Hameau        | 20e journée de Top 14 | 4          |
| 18 mars 2017      | ASM Clermont          | Section paloise       | 65-13 | Stade Marcel-Michelin  | 21e journée de Top 14 | 5          |
| 25 mars 2017      | Section paloise       | Stade rochelais       | 13-23 | Stade du Hameau        | 22e journée de Top 14 | 6          |
| 9 avril 2017      | Racing 92             | Section paloise       | 34-32 | Stade Yves-du-Manoir   | 23e journée de Top 14 | 5          |
| 15 avril 2017     | Stade français Paris  | Section paloise       | 51-16 | Stade Jean-Bouin       | 24e journée de Top 14 | 11         |
| 29 avril 2017     | Section paloise       | CA Brive              | 32-27 | Stade du Hameau        | 25e journée de Top 14 | 8          |
| 6 mai 2017        | RC Toulon             | Section paloise       | 32-12 | Stade Mayol            | 26e journée de Top 14 | 9          |

| Rang | Club                  | J  | V  | N | D  | Bo | Bd | Pm  | Pe  | Diff | Pts |
| ---- | --------------------- | -- | -- | - | -- | -- | -- | --- | --- | ---- | --- |
| 1    | Stade rochelais       | 26 | 17 | 3 | 6  | 6  | 5  | 707 | 498 | +209 | 85  |
| 2    | ASM Clermont          | 26 | 15 | 3 | 8  | 8  | 4  | 800 | 562 | +238 | 78  |
| 3    | Montpellier HR        | 26 | 16 | 0 | 10 | 7  | 5  | 750 | 564 | +186 | 76  |
| 4    | RC Toulon             | 26 | 14 | 2 | 10 | 5  | 4  | 674 | 511 | +163 | 69  |
| 5    | Castres olympique     | 26 | 13 | 1 | 12 | 5  | 4  | 667 | 509 | +158 | 63  |
| 6    | Racing 92 (T)         | 26 | 14 | 1 | 11 | 3  | 1  | 586 | 616 | -30  | 62  |
| 7    | Stade français Paris  | 26 | 12 | 1 | 13 | 5  | 4  | 643 | 638 | +5   | 59  |
| 8    | CA Brive              | 26 | 13 | 1 | 12 | 0  | 4  | 577 | 634 | -57  | 58  |
| 9    | Section paloise       | 26 | 12 | 1 | 13 | 2  | 5  | 604 | 701 | -97  | 57  |
| 10   | Lyon OU (P)           | 26 | 11 | 2 | 13 | 3  | 4  | 573 | 632 | -59  | 55  |
| 11   | Union Bordeaux Bègles | 26 | 11 | 1 | 14 | 2  | 6  | 569 | 581 | -12  | 54  |
| 12   | Stade toulousain      | 26 | 11 | 0 | 15 | 3  | 6  | 537 | 561 | -24  | 53  |
| 13   | FC Grenoble           | 26 | 7  | 1 | 18 | 2  | 6  | 611 | 852 | -241 | 38  |
| 14   | Aviron bayonnais (P)  | 26 | 6  | 3 | 17 | 0  | 0  | 466 | 905 | -439 | 30  |

### Challenge européen
Dans le Challenge européen, la Section paloise fait partie de la poule 4 et est opposée aux Anglais de Bath et Bristol, et aux Gallois du Cardiff Blues.
| Date du match    | Domicile        | Extérieur       | Score | Lieu du match       | Catégorie                         | Classement (pts) |
| ---------------- | --------------- | --------------- | ----- | ------------------- | --------------------------------- | ---------------- |
| 15 octobre 2016  | Section Paloise | Bath            | 22-25 | Stade du Hameau     | 1re journée du Challenge européen | 3 (0)            |
| 22 octobre 2016  | Cardiff Blues   | Section Paloise | 27-12 | Arms Park           | 2e journée du Challenge européen  | 3 (0)            |
| 11 décembre 2016 | Bristol         | Section Paloise | 41-14 | Ashton Gate Stadium | 3e journée du Challenge européen  | 4 (0)            |
| 16 décembre 2016 | Section Paloise | Bristol         | 18-28 | Stade du Hameau     | 4e journée du Challenge européen  | 4 (0)            |
| 14 janvier 2017  | Section paloise | Cardiff Blues   | 21-22 | Stade du Hameau     | 5e journée du Challenge européen  | 4 (0)            |
| 21 janvier 2017  | Bath            | Section paloise | 69-10 | Recreation Ground   | 6e journée du Challenge européen  | 4 (0)            |

 Classement à l'issue des matchs de poules : 
| Rang | Équipe          | J | V | N | D | Em | Ee | Bo | Bd | Pm  | Pe  | Diff | Pts |
| ---- | --------------- | - | - | - | - | -- | -- | -- | -- | --- | --- | ---- | --- |
| 1    | Bath Rugby      | 6 | 5 | 0 | 1 | 25 | 10 | 3  | 0  | 214 | 91  | +123 | 23  |
| 2    | Cardiff Blues   | 6 | 5 | 0 | 1 | 16 | 15 | 2  | 0  | 150 | 115 | +35  | 22  |
| 3    | Bristol Bears   | 6 | 2 | 0 | 4 | 16 | 16 | 2  | 0  | 138 | 181 | -43  | 10  |
| 4    | Section paloise | 6 | 0 | 0 | 6 | 13 | 25 | 0  | 2  | 97  | 212 | -115 | 2   |

## Statistiques en championnat

### Statistiques collectives
Attaque
Défense

### Statistiques individuelles

#### Meilleur réalisateur
| Rang | Joueur      | Poste            | Points | Essais | Transf. | Pén. | Drops |
| ---- | ----------- | ---------------- | ------ | ------ | ------- | ---- | ----- |
| 1    | Tom Taylor  | Demi d'ouverture | 208    | 1      | 22      | 53   | 0     |
| 2    | Colin Slade | Demi d'ouverture | 86     | 1      | 15      | 16   | 1     |

#### Meilleur marqueur
| Rang | Joueur                    | Poste                  | Essais |
| ---- | ------------------------- | ---------------------- | ------ |
| 1    | Watisoni Votu             | Ailier                 | 13     |
| 2    | Jale Vatubua              | Centre                 | 4      |
| 3    | James Coughlan            | Troisième ligne centre | 3      |
| 3    | Louis Dupichot            | Ailier                 | 3      |
| 3    | Mosese Ratuvou            | Ailier                 | 3      |
| 3    | Quentin Lespiaucq-Brettes | Talonneur              | 3      |